# Зегніц
Зегніц (нім. Segnitz) — громада в Німеччині, розташована в землі Баварія. Підпорядковується адміністративному округу Нижня Франконія. Входить до складу району Кітцинген. Складова частина об'єднання громад Марктбрайт.
Площа — 2,76 км2. Населення становить 821 ос. (станом на 31 грудня 2020).

## Галерея

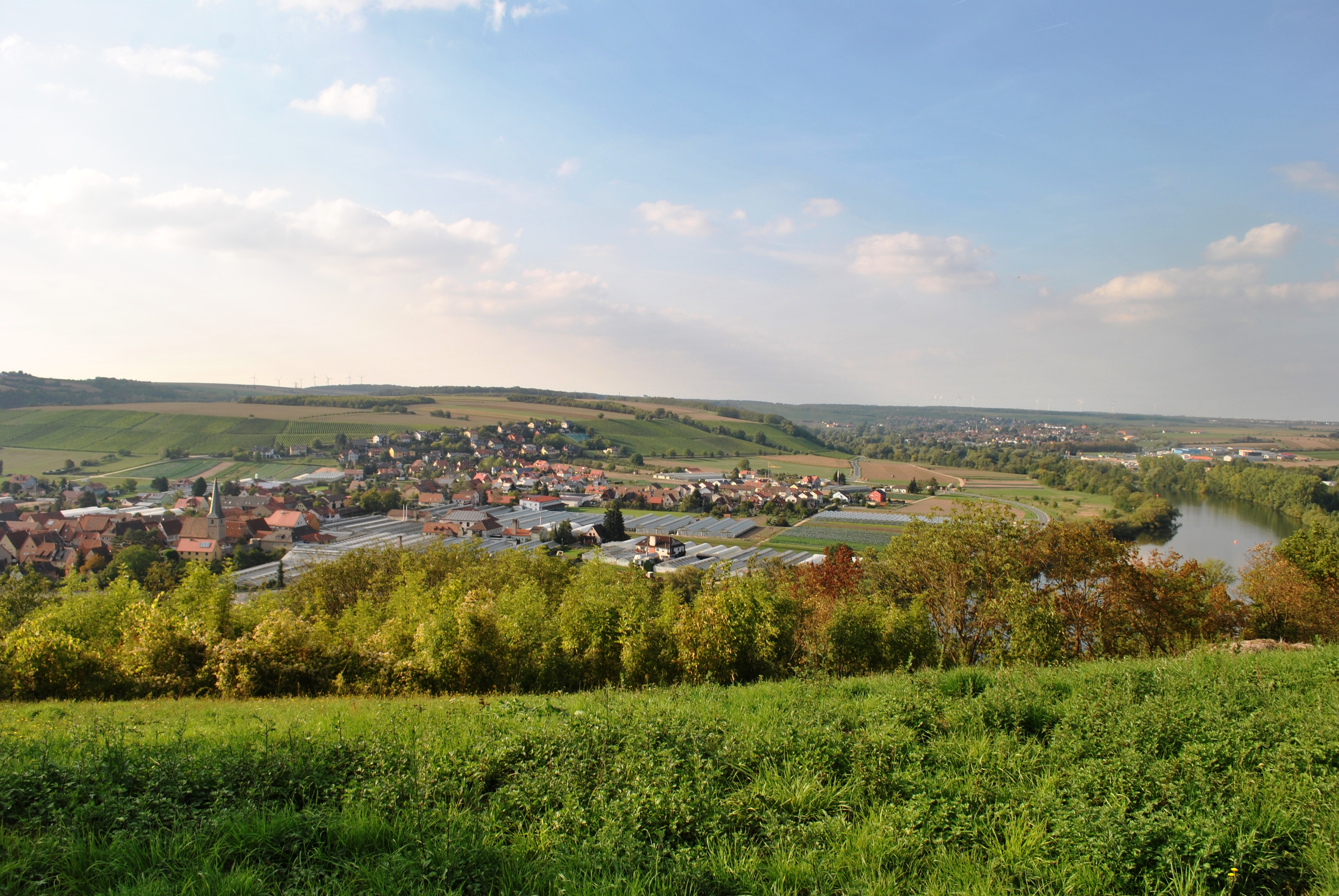
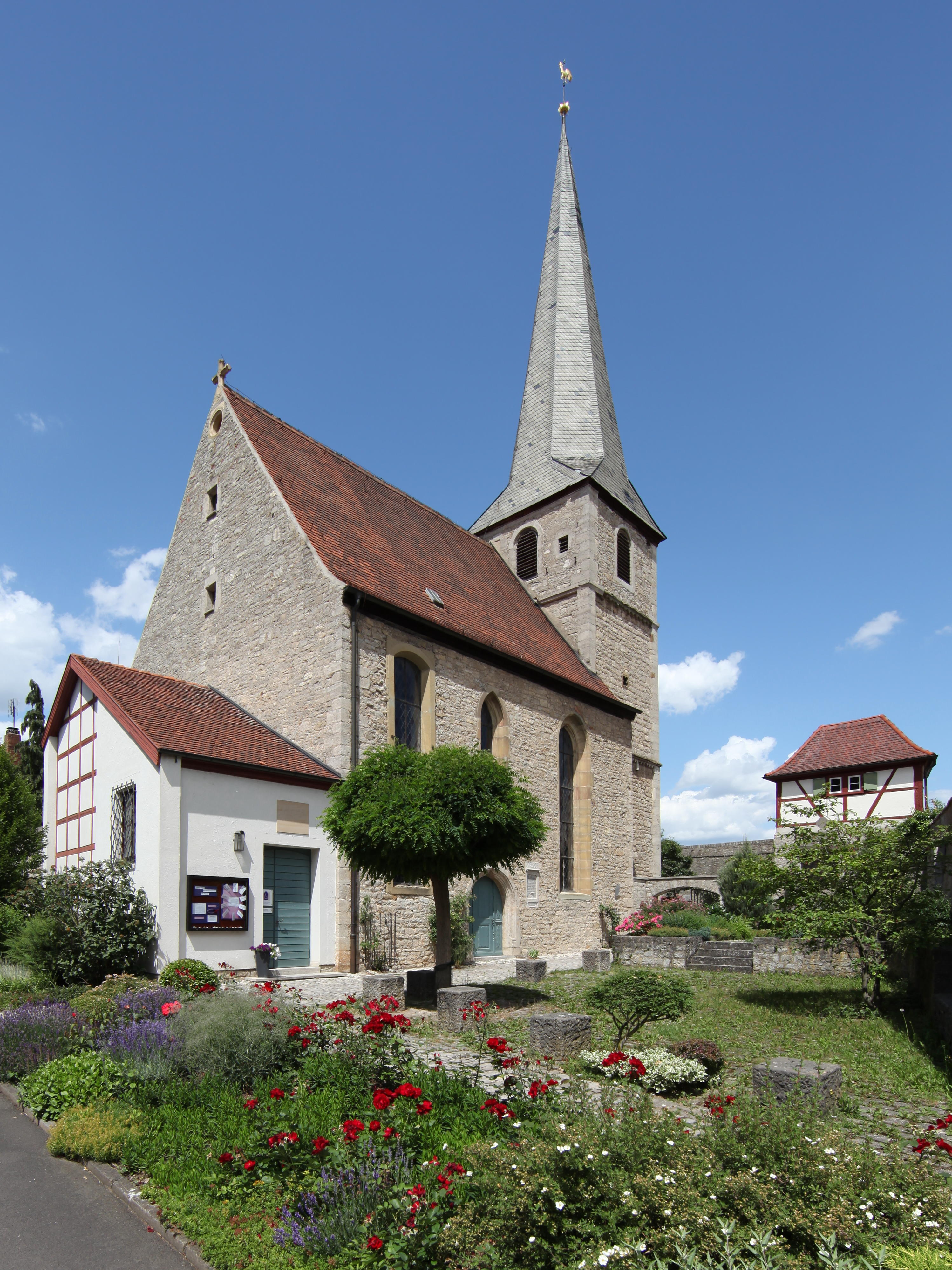